# Achávalit
Achávalit ist ein sehr selten vorkommendes Mineral aus der Mineralklasse der „Sulfide und Sulfosalze“ mit der chemischen Zusammensetzung FeSe. Achávalit ist damit chemisch gesehen ein Eisenselenid, einer Verbindung aus der mit den Sulfiden verwandten Stoffgruppe der Selenide mit dem Stoffmengenverhältnis Eisen : Selen = 1 : 1.
Achávalit kristallisiert im Kristallsystem, konnte aber bisher nur in Form körniger bis massiger Aggregate gefunden werden. Das Mineral ist in jeder Form undurchsichtig (opak) und zeigt auf den Oberflächen der grauen bis dunkelgrauen Aggregate einen metallischen Glanz.

## Etymologie und Geschichte
Erstmals entdeckt wurde Achávalit in der Grube Cacheuta am Berg Cerro de Cacheuta in der zur Provinz Mendoza gehörenden Sierra de Cacheuta in Argentinien. Die Erstbeschreibung erfolgte 1939 durch Juan Augusto Olsacher (1903–1964), der es nach Luis Achával (1870–1938) benannte. Dieser war Professor an der Universidad Nacional de Córdoba und zusammen mit Manuel Rio Autor der Geografia de Córdoba. 
In Olsachers Erstbeschreibung und in vielen älteren Publikationen ist der Mineralname in der Schreibweise Achavalit (ohne Akut über dem a) zu finden, was allerdings nicht den Vorgaben zur Mineralbenennung der 1958 gegründeten International Mineralogical Association (IMA) entspricht, nach der beispielsweise bei Mineralen, die nach einer Person benannt wurden, darauf geachtet werden muss, dass die Schreibweise des Namens übernommen wird. Die bei vielen Mineralen uneinheitliche Schreibweise ihrer Namen wurde mit der 2008 erfolgten Publikation Tidying up Mineral Names: an IMA-CNMNC Scheme for Suffixes, Hyphens and Diacritical marks bereinigt und im Newsletter 28 der IMA Commission on New Minerals, Nomenclature and Classification (CNMNC) 2015 für einige fehlende Mineralnamen wie unter anderem Achávalit nachgeholt. Achávalit wird seitdem international in der Schreibweise mit dem zugehörigen Akut geführt.

## Klassifikation
Bereits in der veralteten 8. Auflage der Mineralsystematik nach Strunz gehörte der Achávalit zur Mineralklasse der „Sulfide und Sulfosalze“ und dort zur Abteilung „Sulfide mit M : S = 1 : 1“, wo er gemeinsam mit Breithauptit, Freboldit, Jaipurit, Kotulskit, Langisit, Nickelin, Pyrrhotin, Sederholmit, Smythit und Troilit in der „NiAs-Reihe“ mit der Systemnummer II/B.09a steht.
In der zuletzt 2018 überarbeiteten Lapis-Systematik nach Stefan Weiß, die formal auf der alten Systematik von Karl Hugo Strunz in der 8. Auflage basiert, erhielt das Mineral die System- und Mineralnummer II/C.19-060. Dies entspricht der Abteilung „Sulfide mit dem Stoffmengenverhältnis Metall : S,Se,Te ≈ 1 : 1“, wo Achávalit zusammen mit Heideit, Jaipurit, Modderit, Pyrrhotin, Smythit, Troilit und Westerveldit eine unbenannte Gruppe mit der Systemnummer II/C.19 bildet.
Die von der International Mineralogical Association (IMA) zuletzt 2009 aktualisierte 9. Auflage der Strunz’schen Mineralsystematik ordnet den Achávalit ebenfalls in die Abteilung „Metallsulfide, M : S = 1 : 1 (und ähnliche)“ ein. Diese ist allerdings weiter unterteilt nach den in der Verbindung vorherrschenden Metallen. Das Mineral ist hier entsprechend seiner Zusammensetzung in der Unterabteilung „mit Nickel (Ni), Eisen (Fe), Cobalt (Co) usw.“ zu finden, wo es zusammen mit Breithauptit, Freboldit, Hexatestibiopanickelit, Jaipurit, Kotulskit, Langisit, Nickelin, Sederholmit, Sobolevskit, Stumpflit, Sudburyit, Vavřínit und Zlatogorit die „Nickelingruppe“ mit der Systemnummer 2.CC.05 bildet.
In der vorwiegend im englischen Sprachraum gebräuchlichen Systematik der Minerale nach Dana hat Achávalit die System- und Mineralnummer 02.08.11.11. Auch das entspricht der Klasse der „Sulfide und Sulfosalze“ und dort der Abteilung „Sulfidminerale“. Hier findet er sich innerhalb der Unterabteilung „Sulfide – einschließlich Seleniden und Telluriden – mit der Zusammensetzung AmBnXp, mit (m+n) : p = 1 : 1“ in der „Nickelingruppe (Hexagonal: P63/mmc)“, in der auch Nickelin, Breithauptit, Sederholmit, Hexatestibiopanickelit, Sudburyit, Kotulskit, Sobolevskit, Stumpflit, Langisit, Freboldit, Sorosit und Vavřínit eingeordnet sind.

## Kristallstruktur
Achávalit kristallisiert hexagonal in der Raumgruppe P63/mmc (Raumgruppen-Nr. 194) mit den Gitterparametern a = 3,64 Å und c = 5,95 Å sowie zwei Formeleinheiten pro Elementarzelle.
| Kristallstruktur von Achávalit |
| - mit Blickrichtung parallel zur a-Achse - mit Blickrichtung parallel zur b-Achse - mit Blickrichtung parallel zur c-Achse - in der kristallographischen Standardausrichtung |
| Farbtabelle: _ Fe 0 _ Se |

## Bildung und Fundorte
In seiner Typlokalität Cacheuta entstand Achávalit in den mit Selenmineralisierungen durchsetzten, calcitischen Gängen von Porphyrgesteinen, die eine feinkörnige Mischung aus Clausthalit, Naumannit, Klockmannit, Umangit, Berzelianit, Eukairit, Tyrrellit und Eskebornit bilden.
Außer an seiner Typlokalität in Argentinien konnte das Mineral bisher (Stand 2018) nur noch in der Selen-Lagerstätte Yutangba im autonomen Bezirk Enshi im Südwesten der chinesischen Provinz Hubei nachgewiesen werden. Ein weiterer, nicht näher bestimmter Fundort in der Sierra de Cacheuta in Argentinien konnte bisher nicht bestätigt werden.